# Chủ nghĩa duy tâm
Chủ nghĩa duy tâm, còn gọi là thuyết duy tâm hay duy tâm luận (tiếng Anh: Idealism), là trường phái triết học khẳng định rằng mọi thứ đều tồn tại bên trong tinh thần và thuộc về ý thức. Đây là một cách tiếp cận tới hiểu biết về sự tồn tại, chủ nghĩa duy tâm thường được đặt đối lập với chủ nghĩa duy vật, cả hai đều thuộc lớp bản thể học nhất nguyên chứ không phải nhị nguyên hay đa nguyên.
Chủ nghĩa duy tâm có hai khuynh hướng: 
- Chủ nghĩa duy tâm chủ quan phủ nhận sự tồn tại của thế giới khách quan và coi nó là một cái gì đó hoàn toàn do tính tích cực của chủ thể không quy định.
- Chủ nghĩa duy tâm khách quan coi cơ sở của hết thảy mọi sự vật tồn tại, cái bản chất sâu sắc nhất của thế giới là những nguyên lý "khách quan", tồn tại độc lập với con người, có trước tự nhiên và có trước loài người, luôn luôn vận động và biến đổi được gọi là "ý niệm tuyệt đối", "tinh thần tuyệt đối", "lý tính thế giới"...[1]

Cách tiếp cận tới chủ nghĩa duy tâm của các triết gia phương Tây khác với cách tiếp cận của các nhà tư tưởng phương Đông. Đối với nhiều triết gia phương Tây, ý niệm có quan hệ với tri thức trực tiếp của các hình ảnh hoặc quan niệm trí óc chủ quan. Khi đó nó thường được đặt cạnh chủ nghĩa hiện thực mà chân lý được xem là tồn tại tuyệt đối trước tri thức của con người và độc lập với tri thức của con người. Các nhà duy tâm nhận thức luận có thể khẳng định rằng những thứ duy nhất mà có thể được "biết chắc" một cách trực tiếp là các ý niệm. Trong tư tưởng phương Đông, như được phản ánh trong chủ nghĩa duy tâm Ấn Độ giáo, khái niệm chủ nghĩa duy tâm sử dụng ý nghĩa ý thức, về cốt yếu là ý thức sống động của một Thượng đế có mặt ở mọi nơi, làm nền tảng cho mọi hiện tượng. Một kiểu chủ nghĩa duy tâm châu Á là chủ nghĩa duy tâm Phật giáo.

## Lịch sử
Chủ nghĩa duy tâm là tên của một loạt các quan điểm triết học với các hàm ý và khuynh hướng khác nhau. Các quan điểm này được nhiều nhà triết học thuộc nhiều nền văn minh khác nhau phát triển tại các thời điểm khác nhau trong lịch sử.

### Chủ nghĩa duy tâm phương Đông
Một số truyền thống Ấn Độ giáo và tông phái Phật giáo có thể được coi là theo chủ nghĩa duy tâm. Một số tông phái Phật giáo được gọi là các phái duy thức vì họ chú trọng vào ý thức mà không có một Thượng đế hay linh hồn.

### Chủ nghĩa duy tâm phương Tây

#### Antiphon
Trong tác phẩm chính Chân lý, Antiphon viết: "Thời gian là một ý nghĩ hay một độ đo, không phải một chất". Câu này diễn tả thời gian như là một đối tượng tinh thần, nội tại và thuộc về quan niệm, chứ không phải một đối tượng có thực bên ngoài. Điều này nguợc với tinh thần của Thuyết tương đối mà Einstein đã tìm ra, phủ định sự đánh đồng tính chất(độ dài-ngắn) của thời gian ở các hệ quy chiếu khác nhau, khẳng định thời gian cũng là 1 "chất".

#### Plato
Plato đề xuất một thuyết duy tâm như là một lời giải cho bài toán về các phạm trù. Một phạm trù là mọi thứ cùng có một tính chất cụ thể nào đó. Ví dụ, bức tường, mặt trăng và một tờ giấy trắng đều có màu trắng; "trắng" là phạm trù mà tất cả những thứ gì màu trắng cùng chia sẻ. Plato lập luận rằng chính các phạm trù, các Hình thức hay các ý niệm Plato là có thật, chứ không phải từng vật cụ thể. Do quan niệm này khẳng định rằng các thực thể tinh thần đó là "có thực", nên nó được gọi là "chủ nghĩa hiện thực Plato (điều này rất dễ gây nhầm lẫn); theo nghĩa này, "chủ nghĩa hiện thực" đối lập với thuyết duy danh (nominalism) - quan niệm rằng các trừu tượng hóa trong trí óc chỉ là những các tên không có sự tồn tại độc lập. Tuy nhiên, nó là một hình thức của chủ nghĩa duy tâm vì nó đặt vị thế của ý niệm về các phạm trù lên cao hơn so với những sự vật vật lý.

#### Plotinus
Schopenhauer đã viết về triết gia Tân Plato này như sau: "Nhờ Plotinus, chủ nghĩa duy tâm mà đến thời điểm đó đã có mặt từ rất lâu ở phương Đông đã lần đầu tiên xuất hiện trong triết học phương Tây, vì tư tưởng đó cho rằng linh hồn đã tạo nên thế giới bằng cách bước từ vĩnh cửu vào trong thời gian, với lời giải thích: 'Vì không có nơi nào dành cho vũ trụ này ngoài linh hồn hay tâm thức' (neque est alter hujus universi locus quam anima), và tư tưởng duy tâm về thời gian được diễn tả trong câu sau: 'Ta không nên chấp nhận thời gian bên ngoài linh hồn hay tâm thức' (oportet autem nequaquam extra animam tempus accipere)." 

#### George Berkeley
Trong khi tìm hiểu xem ta có thể biết những gì một cách chắc chắn, Giám mục Berkeley đã quyết định rằng tri thức của ta phải được dựa trên các nhận thức của ta. Điều đó dẫn ông tới kết luận rằng đằng sau nhận thức của ta thật sự không có đối tượng thực "khả tri" nào, rằng cái "có thực" là chính nhận thức. Tư tưởng đó được đặc tả trong khẩu hiệu của Berkeley: "Esse est aut percipi aut percipere" hay "Tồn tại nghĩa là nhận thức hay được nhận thức", có nghĩa là một thứ gì đó chỉ tồn tại, theo cách cụ thể mà nó được xem là tồn tại, khi nó đang được nhận thức (nhìn thấy, sờ thấy,...) bởi một chủ thể.
Chủ nghĩa duy tâm chủ quan hay chủ nghĩa duy tâm giáo điều này đã dẫn đến việc ông đặt toàn bộ sức nặng của sự minh giải lên các tri giác của ta. Điều này để lại cho Berkeley một vấn đề, tương tự như với các hình thức khác của chủ nghĩa duy tâm, đó là giải thích tại sao mỗi người trong chúng ta đều có vẻ có các tri giác ít nhiều giống nhau về một đối tượng. Ông đã giải quyết vấn đề này bằng cách đưa Chúa trời vào can thiệp với vai trò nguyên nhân trực tiếp của mọi tri giác của ta.

#### Arthur Collier
Arthur Collier đã công bố những khẳng định giống như của Berkeley tuy rằng không có bằng chứng là hai người cùng thời này đã có ảnh hưởng lẫn nhau. Collier cho là hình ảnh tiêu biểu của một ngoại thể là thực tế độc nhất mà ta có thể biết được. Vật chất, vì chỉ là nguyên nhân cho tấm hình đại diện đó, là không thể tưởng tượng được và do đó không là gì đối với chúng ta. Một thế giới bên ngoài không có liên hệ gì với một người quan sát, trong vai trò chủ đề tuyệt đối, không tồn tại trong các nhận thức của con người. Vì chỉ là một biểu lộ của tâm trí, vũ trụ không thể nào tồn tại dưới dạng chúng ta đang thấy nếu không có tâm trí để lãnh hội nó.
Collier bị ảnh hưởng từ sách An Essay Towards the Theory of the Ideal or Intelligible World (xuất bản năm 1701) của John Norris. Những ý tưởng duy tâm của Collier thường bị bác bỏ bởi những người không có khả năng phân   biệt giữa một ý tưởng, hay hình ảnh, và vật thể mà ý tưởng đó miêu tả.

#### Jonathan Edwards
Jonathan Edwards, một nhà thần học người Mỹ, đã bắt đầu học tại Đại học Yale vào năm 1716 khi ông mới 13 tuổi. Sau khi đọc học thuyết về các ý niệm của John Locke, ông đã bắt đầu ghi chép một cuốn sổ với nhan đề "Tâm thức." Trong đó, vào tuổi 14, ông viết rằng những thứ duy nhất có thực là tâm thức. Ông cho rằng vật chất tồn tại chỉ với vai trò một ý niệm trong một tâm thức. Do lối tư duy thần học, ông khẳng định rằng không gian là Chúa trời, do không gian vô tận. Sau khi trưởng thành, ông đã không tiếp tục hoàn thiện những ghi chép duy tâm sơ khai này.

#### Immanuel Kant
Immanuel Kant cho rằng khi ta nhận thức thế giới, tâm thức ta định hình thế giới theo không gian và thời gian. Kant chú trọng vào quan niệm rút từ chủ nghĩa kinh nghiệm Anh (và các triết gia của trường phái đó như Locke, Berkeley và Hume) cho rằng tất cả những gì ta có thể biết là các ấn tượng trí óc, hoặc các hiện tượng, mà thế giới bên ngoài (có thể tồn tại hoặc không tồn tại) tạo ra một cách độc lập trong tâm thức ta; tâm thức ta không bao giờ có thể nhận thức thế giới bên ngoài một cách trực tiếp. Kant bổ sung rằng tâm thức không phải là một tấm bảng trống trơn (ngược lại với John Lock) mà nó được trang bị các phạm trù để sắp xếp tổ chức các ấn tượng giác quan. Kiểu chủ nghĩa duy tâm này của Kant mở ra một thế giới của các trừu tượng hóa (nghĩa là, các phạm trù phổ quát mà tâm thức sử dụng để hiểu về các hiện tượng) để cho lý tính khám phá, nhưng trái ngược với chủ nghĩa duy tâm Plato ở chỗ nó khẳng định sự không chắc chắn về một thế giới không thể biết được ở bên ngoài tâm thức của chính ta. Ta không thể tiếp cận vật tự thân (tiếng Đức: Ding an Sich) nằm ngoài thế giới tâm thức của ta. (Chủ nghĩa duy tâm của Kant được gọi là chủ nghĩa duy tâm siêu nghiệm.)

#### Fichte
Johann Fichte phủ nhận vật tự thân của Kant, ông cho rằng ý thức tự xây dựng cơ sở cho mình, rằng cái tôi tinh thần của bản thân không dựa vào thế giới bên ngoài, và rằng giả thiết về một vật bên ngoài thuộc bất cứ kiểu nào cũng giống như thừa nhận về một vật chất có thực. Ông là người đầu tiên thử xây dựng một lý thuyết về tri thức mà không dựa trên bất cứ một phỏng đoán nào, trong đó không có cái gì bên ngoài tư duy được giả thiết là tồn tại bên ngoài phân tích khởi đầu về khái niệm. Nhờ đó nhận thức có thể đặt nền móng chỉ trên chính nó, và không giả định bất cứ điều gì mà không suy dẫn từ đó trước nhất. (Quan điểm này khá tương tự với chủ nghĩa duy tâm thực tế (actual idealism) của Giovanni Gentile, chỉ khác ở chỗ lý thuyết của Gentile tiến xa hơn, đến chỗ thậm chí phủ nhận cả cơ sở cho một bản ngã hay cái tôi được tạo ra từ tư duy.)

#### Hegel
Hegel, một nhà triết học khác mà hệ thống của ông cũng được gọi là chủ nghĩa duy tâm, lập luận trong tác phẩm Khoa học Logic (Wissenschaft der Logik 1812-1814) rằng các phẩm chất hữu hạn không "có thực" một cách đầy đủ, vì chúng phụ thuộc vào sự quyết định của các phẩm chất hữu hạn khác. Mặt khác, "sự vô hạn" định tính lại có thể tự quyết hơn, và do đó sẽ xứng đáng hơn để được gọi là "có thực" một cách đầy đủ. Tương tự, những sự vật tự nhiên hữu hạn kém "thực" hơn - vì chúng kém tự quyết định hơn - so với những thứ thuộc về tinh thần như những người có đạo đức trách nhiệm, những cộng đồng luân lý, và Thượng đế. Do đó, học thuyết nào khẳng định các phẩm chất hữu hạn hay các đối tượng tự nhiên là hoàn toàn có thực, chẳng hạn chủ nghĩa duy vật, học thuyết đó đã nhầm lẫn. Hegel gọi triết học của ông là chủ nghĩa duy tâm tuyệt đối, để đối lập với "chủ nghĩa duy tâm chủ quan" của Berkeley và "chủ nghĩa duy tâm siêu nghiệm" của Kant và Fichte. Khác với chủ nghĩa duy tâm của Hegel, các học thuyết này không dựa trên phê phán về sự hữu hạn. Các nhà "duy tâm chủ nghĩa" mà triết học của họ gần với triết học của Hegel nhất là Plato và Plotinus. Không có ai trong ba nhà tư tưởng này liên hệ chủ nghĩa duy tâm của họ với luận đề nhận thức luận rằng những gì ta biết là các "ý niệm" trong tâm thức của ta.

#### Schopenhauer
Trong quyển I của tác phẩm Parerga and Paralipomena, Schopenhauer đã viết bài "Phác họa về một lịch sử của học thuyết về quan niệm và cái có thực". Ông định nghĩa quan niệm (ideal) là các hình ảnh trí óc cấu thành nên tri thức chủ quan. Đối với ông, quan niệm là cái có thể đóng góp cho tâm thức của ta. Những hình ảnh trong đầu ta là những gì tạo nên quan niệm. Schopenhauer nhấn mạnh rằng ta bị giới hạn trong ý thức của chính ta. Ta chỉ nhận biết về thế giới qua hình thức một đại diện hay một hình ảnh trí óc của các đối tượng. Ta chỉ biết trực tiếp các đại diện chứ không nhận biết trực tiếp đối tượng. Mọi đối tượng bên ngoài tâm thức đều được nhận thức một cách gián tiếp qua sự điều hành của tâm thức chính ta.

### Phê phán chủ nghĩa duy tâm

#### Immanuel Kant
Trong ấn bản thứ hai (1787) của tác phẩm "Phê phán lý tính thuần túy" (Kritik der reinen Vernunft), Kant đã viết một mục có tiêu đề "Phản luận về chủ nghĩa duy tâm" để phân biệt giữa chủ nghĩa duy tâm siêu nghiệm của ông với chủ nghĩa duy tâm giáo điều của Berkeley. Bên cạnh phản luận này, trong cả hai ấn bản 1780 và 1787, mục "Sự ngộ biện về lý tính thuần túy" (Von den Paralogismen der reinen Vernunft) có hàm ý phê phán chủ nghĩa duy tâm còn nhiều vấn đề của René Descartes, chẳng hạn "tôi tồn tại". Ông nói rằng chỉ từ "sự bột phát của ý nghĩ", không thể suy diễn rằng cái 'tôi' là một đối tượng; ông không bao giờ nói thẳng rằng "Descartes đã sai" như Russell hay Nietszche tiếp sau ông. Đúng 100 năm sau, Nietzsche đã làm điều này trong tác phẩm "Phía sau thiện và ác" (Jenseits von Gut und Böse).

#### Søren Kierkegaard
Søren Kierkegaard đã tấn công triết học duy tâm của Hegel trong nhiều tác phẩm của mình, nhưng cô đọng và súc tích nhất là trong cuốn Afsluttende uvidenskabelig Efterskrift (1846). Trong đó, Kierkegaard, trong vai triết gia Johannes Climacus, lập luận rằng một hệ thống logic là có thể nhưng một hệ thống hiện sinh là không thể. Hegel lập luận rằng một khi người ta đã đạt đến hiểu biết tột cùng về cấu trúc lôgic của thế giới, người ta cũng đạt được một hiểu biết về cấu trúc lôgic của tâm thức Thượng đế. Climacus cho rằng chủ nghĩa duy tâm tuyệt đối của Hegel đã sai lầm khi xóa nhòa sự tách biệt giữa sự hiện hữu và tư duy. Climacus còn lập luận rằng bản chất không bất tử của ta đặt giới hạn cho hiểu biết của ta về thực tại. Ông nói "Những cái gọi là hệ thống thường có đặc điểm là chúng thủ tiêu sự tách biệt giữa thiện và ác và tiêu diệt tự do, và chúng thường bị đặt vấn đề về đặc điểm đó. Có lẽ người ta có thể biểu đạt một cách dứt khoát không kém, khi người ta nói rằng mọi hệ thống như vậy đều làm tiêu tan khái niệm tồn tại... Khái niệm là một con người cá nhân là một điều đã bị xóa bỏ, tất cả các nhà triết học lý thuyết đều lẫn lộn giữa bản thân và cả loài người; do đó ông ta trở nên một cái gì đó vô cùng vĩ đại, nhưng đồng thời lại chẳng là cái gì cả."

#### Friedrich Nietzsche
Friedrich Nietzsche là người đầu tiên phê phán thẳng thắn chủ nghĩa duy tâm, các phê phán của ông đã được phổ biến bởi David Stove (xem mục sau). Ông đã dọn đường cho phương pháp kinh nghiệm tổng quát của Stove khi lập luận rằng luận cứ của Kant cho chủ nghĩa duy tâm siêu nghiệm của ông đã lấy cơ sở là một phép lặp thừa (tautology) hay nói cách khác, xem như vấn đề đưa ra đã được quyết định là đúng mà không phải thảo luận thêm. Do đó nó là một lập luận không có giá trị.
Trong tác phẩm "Phía sau thiện và ác" (Jenseits von Gut und Böse), Phần 1 Về định kiến của các triết gia Mục 11, ông đã châm chọc Kant vì đã tự ngưỡng mộ bản thân do ông đã đảm nhận và (ông cho rằng) đã giải quyết thành công "vấn đề khó khăn nhất của siêu hình học."
Trích dẫn lời Nietzsche:
"Nhưng chúng ta hãy suy nghĩ; đã đến lúc làm điều đó rồi. 'Làm sao mà các phán đoán tổng hợp tiên nghiệm lại là khả thi?' Kant đã tự hỏi, và câu trả lời thực sự của ông là gì? 'Nhờ vào một năng lực' - nhưng không may không chỉ bằng 5 chữ,... Tuần trăng mật của triết học Đức đã đến. Tất cả các nhà thần học trẻ tuổi của trường dòng Tübingen chui vào các bụi rậm để tìm các 'năng lực.'...'Nhờ vào một năng lực' - ông đã nói, hoặc ít nhất đã có ý như vậy. Nhưng câu trả lời đó là thế nào? Một lời giải thích? Hay đơn giản chỉ là một sự lặp lại của câu hỏi? Thuốc phiện gây ngủ bằng cách nào? 'Nhờ vào một năng lực,' đó là năng lực gây ngủ , ngài bác sĩ trong hài kịch Moliére trả lời."
Cũng trong cuốn sách đó, bên cạnh chủ nghĩa duy tâm của Kant, Nietzsche còn tấn công chủ nghĩa duy tâm của Schopenhauer và Descartes bằng một luận cứ tương tự như phê phán của Kant đối với Descartes. Trích lời Nietzsche:
"Vẫn có những người tự ngắm mình, họ tin rằng có những "điều đáng tin cậy trực tiếp" (immediate certainties); chẳng hạn, "tôi tư duy," hay như cách diễn đạt của Schopenhauer, "tôi muốn"; mặc dù tri thức ở đây nắm bắt đối tượng của nó một cách thuần túy và trần trụi như "vật tự thân", mà không có bất cứ sự ngụy tạo nào về phía chủ thể hoặc khách thể. Nhưng "sự đáng tin cậy trực tiếp" đó, cũng như "tri thức tuyệt đối" và "vật tự thân", bao hàm một contradictio in adjecto, (sự mâu thuẫn giữa danh từ và tính từ). Tôi phải nhắc đi nhắc lại cả trăm lần; chúng ta thật sự phải tự giải phóng mình khỏi sự mê hoặc của từ ngữ!"

#### G. E. Moore
Phê phán đầu tiên trong khuôn khổ triết học phân tích đối với chủ nghĩa duy tâm là của Moore, một trong những người sáng lập triết học phân tích. Bài phát biểu Phản bác chủ nghĩa duy tâm (The Refutation of Idealism) vào năm 1903 là một trong những thể hiện đầu tiên của quá trình Moore sử dụng phân tích như là một phương pháp triết học đúng đắn.
Moore xem xét cách ngôn của triết học Berkeley esse est percipi: "là có nghĩa là được nhận thức (bởi ai đó)". Ông xem xét kỹ càng từng từ một trong 3 từ của câu cách ngôn, và thấy rằng nó phải có nghĩa rằng khách thể và chủ thể nhất thiết có quan hệ với nhau. Do đó, ông lập luận rằng, đối với các nhà duy tâm, "màu vàng" và "cảm giác về màu vàng" nhất thiết đồng nhất - một vật màu vàng nhất thiết phải được nhận thức (bởi vật khác) là có màu vàng. Nhưng, trong một động thái tương tự với luận cứ câu hỏi mở, cũng có vẻ rõ ràng rằng có một sự khác biệt giữa "màu vàng" và "cảm giác về màu vàng". Đối với Moore, nhà duy tâm đã sai lầm vì "cái esse được cho là được percipi, chỉ vì cái được trải nghiệm được cho là đồng nhất với trải nghiệm về nó".
Tuy phản bác về chủ nghĩa duy tâm này là tuyên bố mạnh mẽ đầu tiên của triết học phân tích để phê phán các tiền bối duy tâm, luận cứ này đã cho thấy rằng phương pháp kinh nghiệm tổng quát (theo thuật ngữ của thời kỳ sau Stove, xem phần sau) là không đúng đắn về lôgic. Các luận cứ được phát triển bởi Nietzsche (trước Moore), Russell (ngay sau Moore) và Stove (80 năm sau) đã đóng đinh lên cỗ quan tài dành cho luận cứ "chủ đạo" hỗ trợ chủ nghĩa duy tâm.

#### Bertrand Russell
Mặc dù Bertrand Russell đã có một tác phẩm rất nổi tiếng, "Các vấn đề của triết học" (The Problems of Philosophy) (ngay vào năm 1943 đã được in lần thứ 17), viết cho độc giả đại chúng thay vì độc giả hàn lâm, rất ít người nhắc đến các phê bình của ông ngay cả khi ông đã hoàn toàn thấy trước phương pháp kinh nghiệm tổng quát của David Stove cả về hình thức lẫn nội dung (xem mục sau về phương pháp của David Stove). Chương 4 (Chủ nghĩa duy tâm) làm nổi bật tiền đề lặp thừa của Berkeley dành cho việc đề xuất chủ nghĩa duy tâm.
Trích Russell (1912:42-43):
"Nếu ta nói rằng những sự vật được biết phải ở trong tâm thức, thì hoặc ta đang giới hạn năng lực nhận thức của tâm thức một cách quá mức, hoặc ta đang phát biểu một câu tự lặp thừa không hơn không kém. Chỉ là một sự lặp thừa nếu ta có ý rằng 'trong tâm thức' đồng nghĩa với 'được nắm bắt bởi tâm thức'. Nhưng nếu ta muốn nói điều đó, thì ta sẽ phải thừa nhận rằng, theo nghĩa đó, những gì có trong tâm thức lại có thể không thuộc về tinh thần. Do đó, khi ta nhận ra được bản chất của tri thức, ta sẽ thấy luận cứ của Berkeley sai cả về chất cũng như hình thức, và cơ sở của ông cho quan niệm rằng 'ý niệm' - nghĩa là các đối tượng được nhận thức - phải thuộc về tinh thần là không đúng đắn. Do vậy, ta có thể loại bỏ cơ sở của ông cho việc ủng hộ chủ nghĩa duy tâm"

#### A.C. Ewing
Published in 1933 A.C. Ewing according to David Stove mounted the first full length book critique of Idealism, entitled Idealism; a critical survey. Stove does not mention that Ewing anticipated his GEM.

#### David Stove
Nhà triết học người Úc David Stove đã lập luận một cách gay gắt rằng chủ nghĩa duy tâm đã dựa trên cái mà ông gọi là "luận cứ tồi nhất thế giới". Phê phán của ông về chủ nghĩa duy tâm có lẽ là phê phán có tính tàn phá mạnh nhất đối với chủ nghĩa duy tâm chủ quan trong triết học. Nhìn từ góc độ lôgic, phê phán của ông không khác với phê phán của Russell hay Nietzsche, nhưng Stove đã được trích dẫn rộng rãi nhất và đã nêu bật được một cách rõ ràng nhất các sai lầm của những người đề xướng chủ nghĩa duy tâm. Ông đặt tên cho hình thức lập luận mà Berkeley đã nghĩ ra là Phương pháp kinh nghiệm tổng quát. Berkeley cho rằng "(tâm thức) bị lừa rằng nó có thể và nó đang nhận thức về các vật thể hiện hữu độc lập với tâm thức, mặc dù cùng lúc đó chúng lại được nắm bắt bởi tâm thức hoặc tồn tại trong chính tâm thức" ((the mind) is deluded to think it can and does conceive of bodies existing unthought of, or without the mind, though at the same time they are apprehended by, or exist in, itself). Stove lập luận rằng tuyên bố này được phát triển từ một phép lặp thừa rằng không thể nghĩ đến một thứ gì trong khi không phải nó đang được nghĩ đến, tới kết luận rằng không gì có thể tồn tại mà không được nghĩ đến.
Dưới đây là phiên bản của Stove về phương pháp kinh nghiệm tổng quát (PPKNTQ) của Berkeley (1991:139):
1) Ta không thể có cây-ngoài-tâm-thức trong tâm thức, mà không có nó trong tâm thức.
2) Do đó, ta không thể có cây-ngoài-tâm-thức trong tâm thức.
1) Do là một phát biểu lặp thừa (tautology - self-referential statement), nên tiền đề của lập luận này là hiển nhiên đúng.
2) Kết luận không hiển nhiên đúng. Logic từ 1) đến 2) là sai, do các tiền đề lặp thừa chỉ có thể dẫn đến các kết luận lặp thừa.
Xem thêm cuốn sách năm 1991 của Stove "Sự sùng bái Plato và những sự ngây ngô triết học khác" (The Plato Cult & Other Philosophical Follies) chương 6 Chủ nghĩa duy tâm: Câu chuyện kinh dị thời Victoria, về nhiều dẫn chứng và trích dẫn PPKNTQ từ trong lịch sử triết học và PPKNTQ được tái xây dựng theo hình thức tam đoạn luận.
Các độc giả quen thuộc với các phê phán chủ nghĩa duy tâm của Nietzsche, Russell và Stove sẽ dễ thấy rằng PPKNTQ của Stove chỉ là sự đóng gói lại các quan điểm chính xác của Russell và mượn thêm thuật bút chiến chống chủ nghĩa duy tâm của Nietzsche.

#### John Searle
Trong cuốn "Xây dựng thực tại xã hội" (The Construction of Social Reality) John Searle đã chỉ trích một số phiên bản của chủ nghĩa duy tâm. Searle tóm tắt hai luận cứ sau của chủ nghĩa duy tâm. Luận cứ thứ nhất dựa trên nhận thức của chúng ta về thực tại:
1. Tất cả những gì ta có thể tiếp cận bằng nhận thức là nội dung của các trải nghiệm của chính ta
2. Cơ sở siêu hình học duy nhất mà ta có cho các khẳng định về thế giới bên ngoài là các trải nghiệm tri giác của ta
do đó,
3. thực tại duy nhất mà ta có thể nói đến một cách có nghĩa là thực tại của các trải nghiệm tri giác (Xây dựng thực tại xã hội tr. 172)
Trong khi đồng ý với (2), Searle lập luận rằng (1) sai và, chỉ ra rằng (3) không suy diễn được từ (1) và (2).
Luận cứ thứ hai của chủ nghĩa duy tâm như sau:
Tiền đề: Mọi trạng thái nhận thức (cognitive state) bất kỳ đều xảy ra như là một phần của một tập hợp các trạng thái nhận thức và bên trong một hệ thống nhận thức
Kết luận 1: Không thể ra ngoài tất cả các trạng thái và các hệ thống nhận thức để điều tra mối quan hệ giữa chúng và thực tại mà chúng được sử dụng để nhận thức
Kết luận 2: Không có một nhận thức nào về một thực tại tồn tại độc lập với nhận thức (Xây dựng thực tại xã hội tr. 174)
Searle tiếp tục chỉ ra rằng kết luận 2 cũng không suy diễn từ những gì đi trước nó.

### Chủ nghĩa duy tâm trong tư duy tôn giáo
Không phải là tất cả các tôn giáo và niềm tin vào siêu nhiên đều hoàn toàn có hình thức phản chủ nghĩa duy vật một cách rõ ràng. Ví dụ, các đức tin Ấn Độ giáo về Brahman, Thiền của Phật giáo trung dung giữa tâm và vật, còn giáo lý Kitô giáo dòng chính khẳng định tầm quan trọng của tính vật chất của thể xác con người Chúa Kitô và sự cần thiết của việc tự kiềm chế khi giao tiếp với thế giới vật chất.
Thần học của Khoa học Kitô (Christian Science) duy tâm một cách tường minh: nó nói rằng tất cả mọi thứ đều tồn tại đều là Chúa trời và các ý niệm của Chúa; rằng thế giới như nó hiện ra đối với các giác quan là một sự bóp méo của thực tại tâm tinh đằng sau.
Một số phong trào và sách tôn giáo hiện đại, chẳng hạn các tổ chức thuộc Phong trào tư tưởng mới (New Thought Movement), Giáo hội Thống nhất (Unity Church) và cuốn sách "Một khóa học về phép màu" (A Course in Miracles), có thể được coi là có khuynh hướng duy tâm. Trong Một khóa học về phép màu cơ thể và các giác quan được cho là không làm gì cả. Mọi tri giác của ta, trong đó có cơ thể và các cơ quan cảm giác, được hiện hình bên trong tâm thức, còn tâm thức thì có vẻ như là đang hoạt động. Một phép so sánh là màn hình chiếu phim. Trong đó, các nhân vật có vẻ như đang cảm nhận và tương tác với nhau, trong khi đây đơn giản chỉ là một sự phóng chiếu (projection).
Phương Tây tràn ngập trong thuyết nhất nguyên vật lý (physicalistic monism). Có một niềm tin phổ biến rằng mọi thứ sẽ có thể được khoa học giải thích theo vật chất/năng lượng. Do người ta liên tục được nghe điều đó, nó có thể làm cho quan niệm về thuyết nhất nguyên tinh thần (mentalistic monism) trở nên khó nắm bắt. Có một cách để bắt đầu tìm hiểu quan niệm này là qua phép tương tự, chẳng hạn như phép tương tự về màn hình chiếu phim nói trên. Tiếp theo, nếu xét thực tại mô phỏng "Star Trek's holodeck", nó đưa ta một bước xa hơn đến với những đối tượng có vẻ là vật chất nhưng thực chất lại không phải. Tiếp nữa, xét bộ phim "Ma trận". Trong bộ phim đó, ngay cả cơ thể và các đặc tính của con người cũng được phóng chiếu. Ta thay thế cái máy trong phim bằng một tâm thức vĩ đại và mạnh mẽ. Phép tương tự cuối cùng là những giấc mơ của ta đêm qua. Có vẻ như ta ở trong một thế giới đầy các đối tượng khác và nhiều người khác, tuy nhiên chẳng có gì trong đó là vật chất. Sự phóng chiếu tạo nên tri giác. Tuy đây không phải là một luận cứ triết học chặt chẽ, nó cho phép ta bắt đầu suy nghĩ theo các hướng này.